# ライカの一眼レフカメラ製品一覧
ライカの一眼レフカメラ製品一覧はライカとその前身であるエルンスト・ライツが製造販売してきた一眼レフカメラの一覧である。

## ライカフレックスシリーズボディー

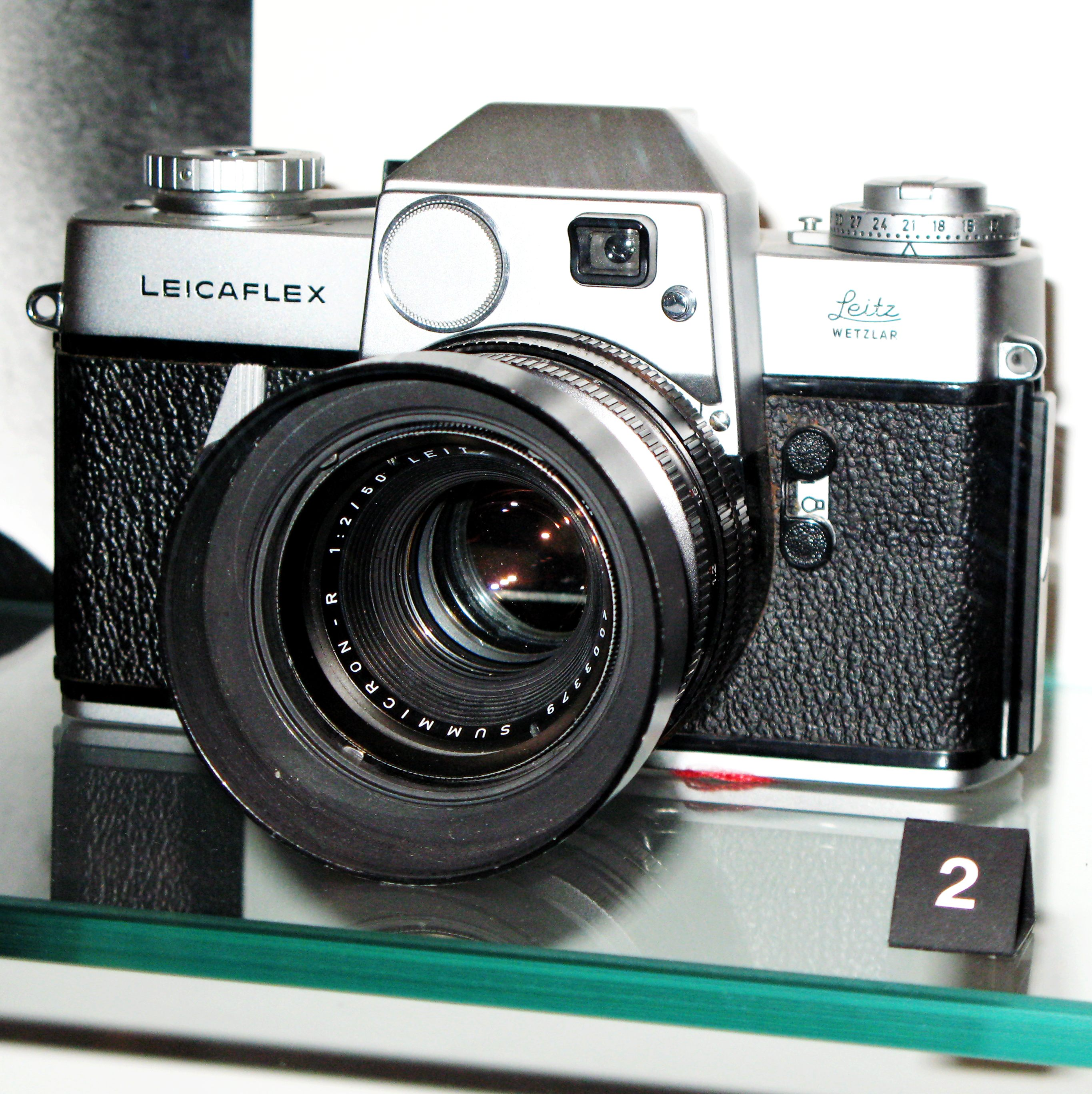
ライカフレックス

レンズに関してはライカRマウントレンズの一覧を参照のこと。
- ライカフレックスI型（Leicaflex I 、1965年3月1日発売[1]） - エルンスト・ライツが発売した最初の一眼レフカメラ。シャッター最高速は1/2000秒。1年程前から発売の噂があり、測光がTTLでなく外部測光であったため当時期待外れの感を持った人もいたが、ライツからは「TTL方式には露出計の性能がまだ充分ではない」という説明がされた[1]。フォーカシングスクリーンにマット面はなく画面中央少し下にあるφ7mmのマイクロプリズムにてピントを合わせる方式であり、ファインダーは極めて明るい[1]。シャッター速度はB、1-1/2000秒[1]。中川一夫は「当時まだ製造されていたM3型よりも遥かに念を入れて造られたカメラだという感がしたが、これではかえって修理が難しいなと感じた」と評している[1]。
- ライカフレックスII型（Leicaflex II ） - ライカフレックス後期型とも称される。ライカフレックスI型では露出計に常時通電していたが巻上レバーの予備角を起こした時のみ通電するように改良された。ライカフレックスI型とライカフレックスII型をライカフレックスオリジナルと呼ぶことがあり、合計37450台生産され、ライカフレックスSL発売に伴い製造中止となった[1]。
- ライカフレックスSL（Leicaflex SL 、1968年発売） - ピント合わせはマイクロプリズム面のみだが空中像だった周辺も微小なマイクロプリズムとしピント合わせができるようになった[1]。測光方式は外部測光に代わりTTLになった[1]。ミラーアップはできなくなり、スーパーアンギュロンR21mmF3.4は使用できない[1]。クローム仕上げとブラック仕上げがあり、合計69995台が製造され、この数はライカフレックスSL MOTを含まない[1]。中川一夫は「よくまとまって使いやすいカメラ」「（ライカフレックス）3機種のうちでは一番良いカメラ」と評している[1]。
  - ライカフレックスSL MOT（Leicaflex SL MOT 、1972年発売[1]） - ライカフレックスモーターという名称のモータードライブ装置装着に対応したモデル[1]。ライカフレックスモーターの電源は単3×10で、36枚を約10秒で撮影できる[1]。ブラック仕上げのみで、980台製造された[1]。
- ライカフレックスSL2（Leicaflex SL2 、1974年9月発売[1]） - フォトキナで発表、発売されたライカフレックスSLのマイナーチェンジ型[1]。ピント合わせが周辺部のマイクロプリズム面と中央のφ3mmのスプリット方式併用になった[1]。1971年に発売されたライカM5の測光範囲と揃える形で2EV暗い方へ拡大され、それに伴い暗い場所でも指針を見やすくするため押しボタンで指針を照明する装置が装備された[1]。ファインダー下部、シャッター速度表示に加え絞り値が表示され、指針も両方に出る[1]。提携したミノルタ（現コニカミノルタ）の影響が一部に見られるという。クローム仕上げとブラック仕上げがあり、1976年に製造中止になるまでに合計25555台が製造され、この数はライカフレックスSL2MOTを含まない[1]。
  - ライカフレックスSL2MOT（Leicaflex SL2MOT 、1975年発売[1]） - モータードライブ装置装着に対応したモデル[1]。ブラック仕上げのみで、1020台製造された[1]。
  - ライカフレックスSL2 50周年記念モデル（1975年発売） - シリアルナンバーL-001からL-350、E-001からE-350、I-001からI-350、C-001からC-350、A-001からA-350の計1750台生産された[2]。

## ライカRシリーズボディー

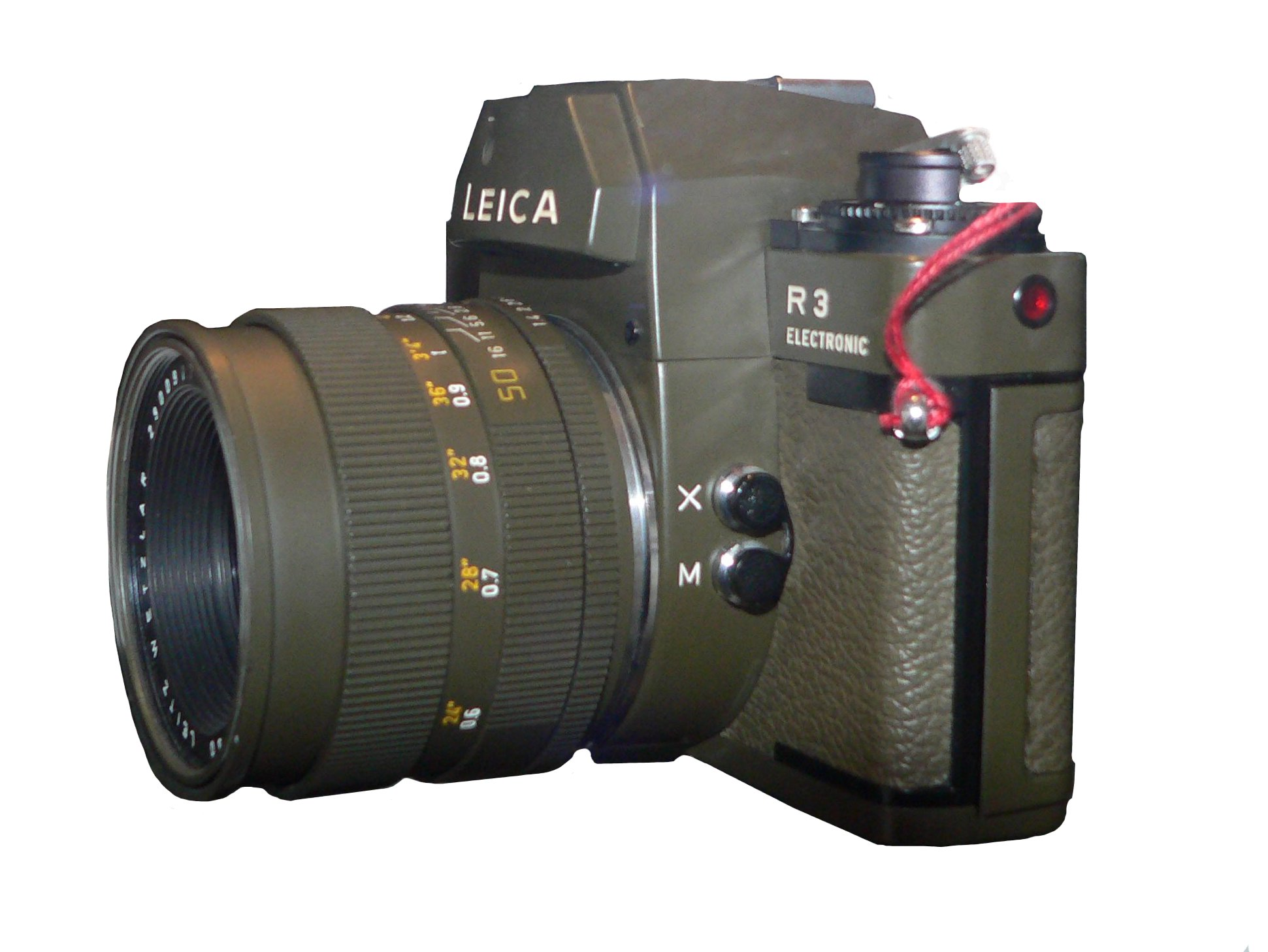
ライカR3サファリ

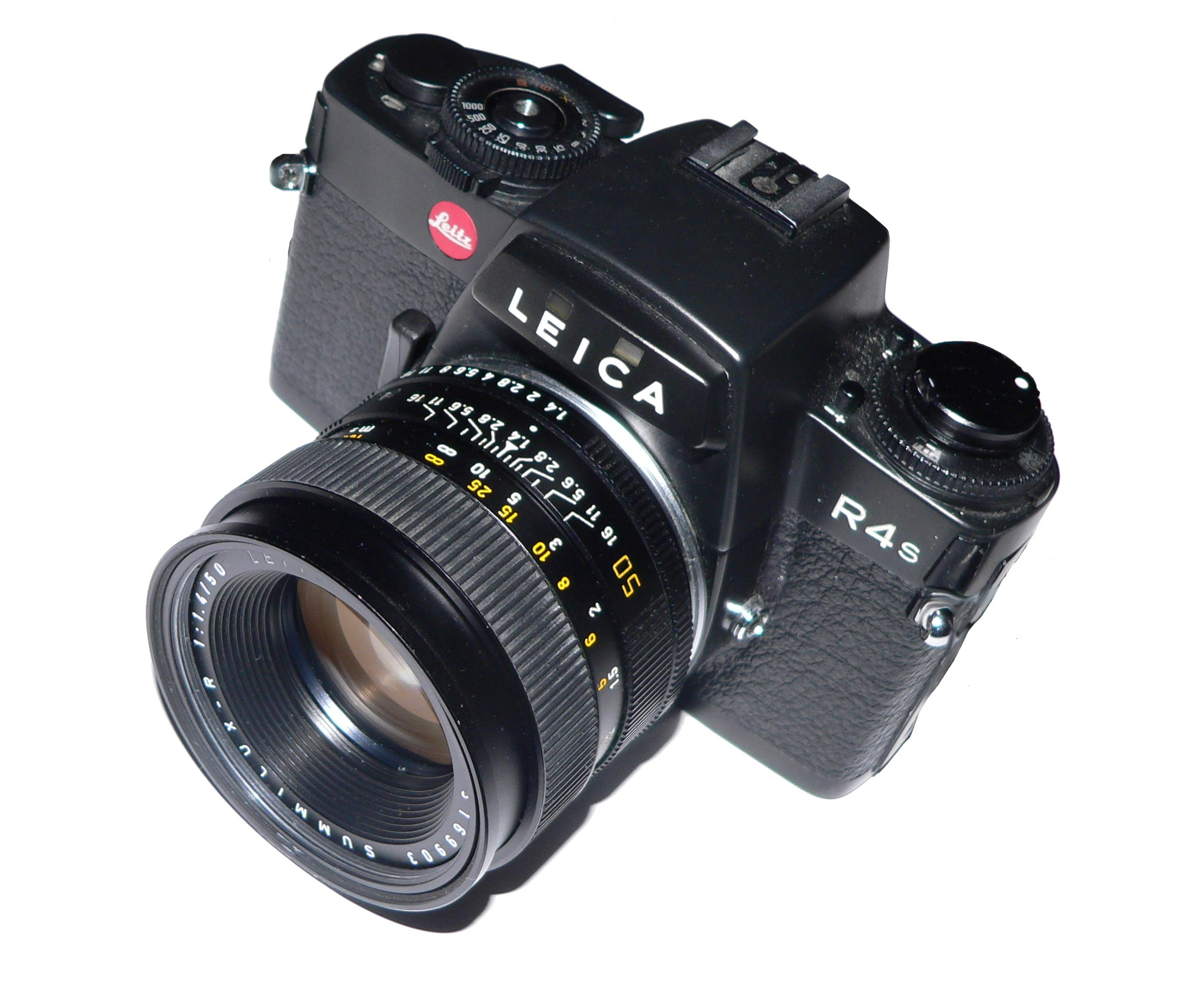
ライカR4S

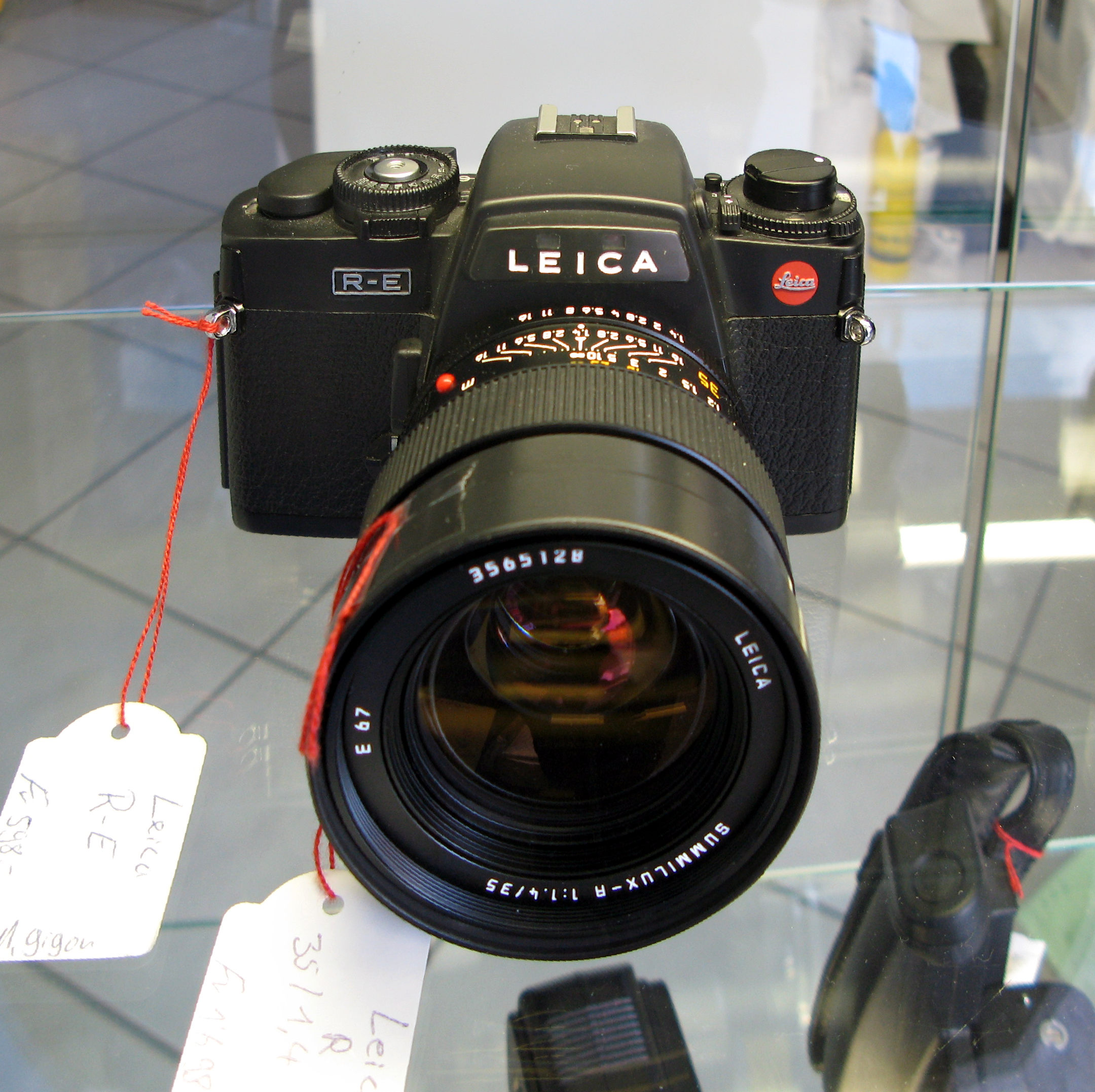
ライカR-E

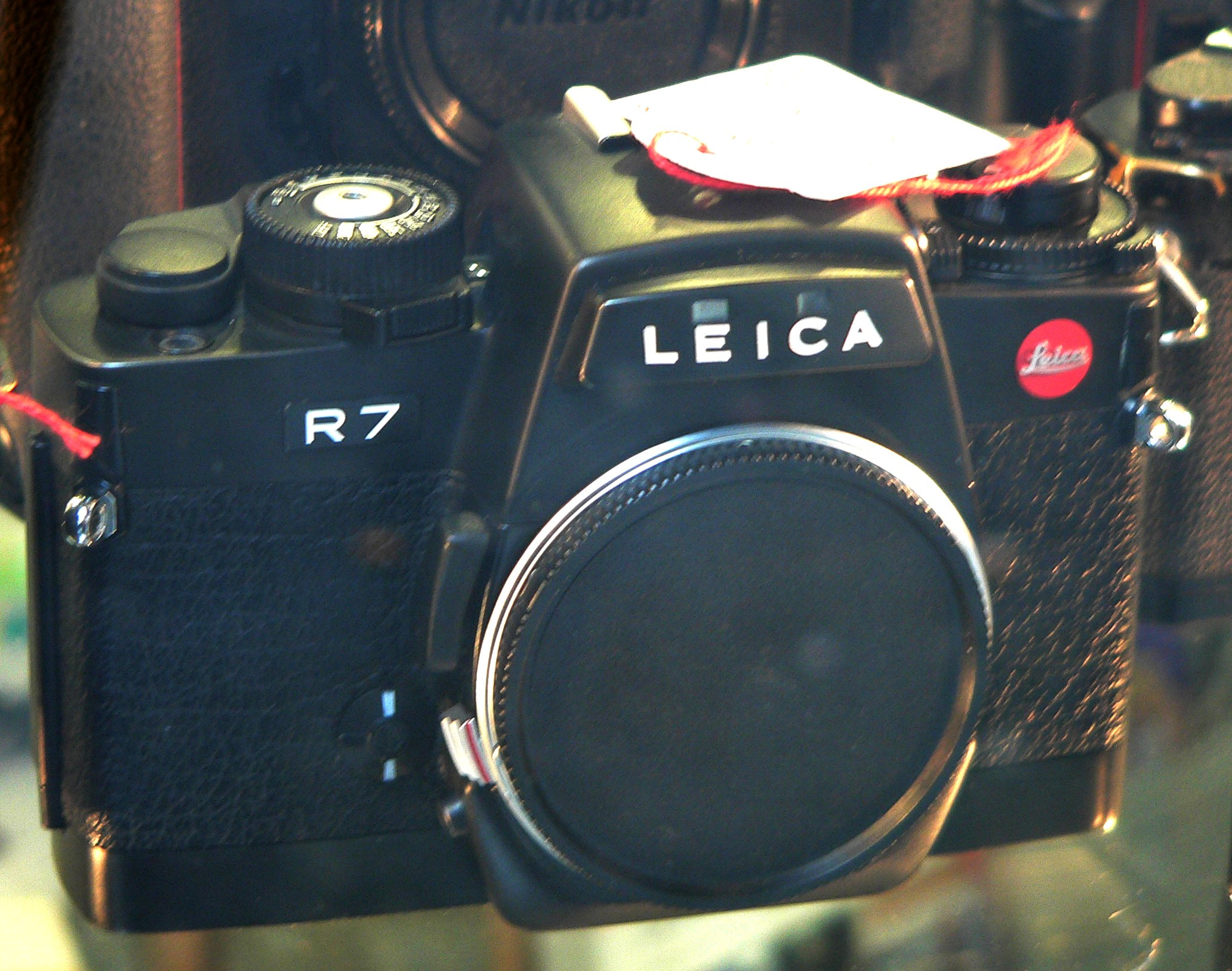
ライカR7

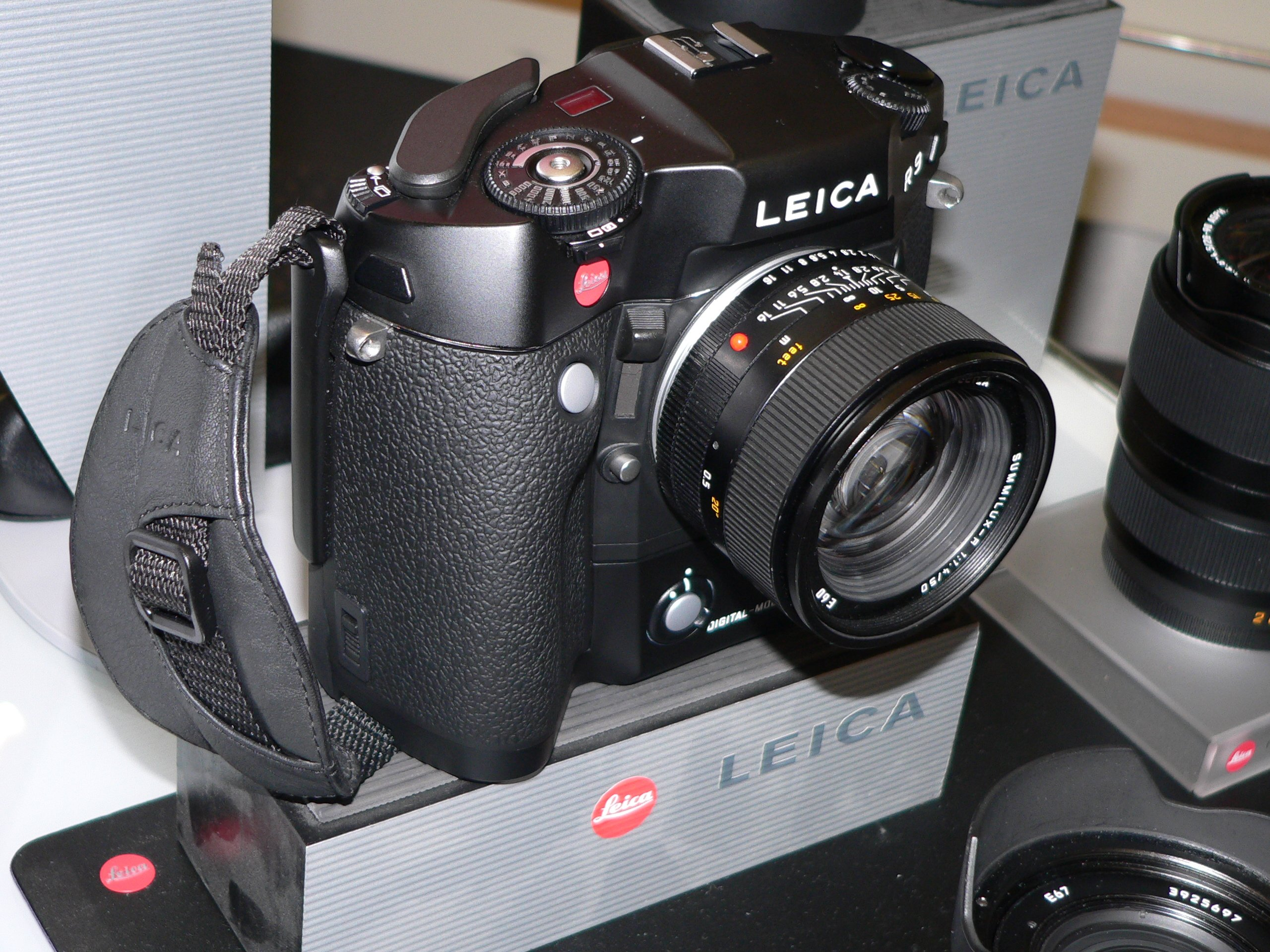
ライカR9

レンズに関してはライカRマウントレンズの一覧を参照のこと。
- ライカR3（Leica R3 、1976年発売） - ミノルタXEをベースとしていることで話題になった。絞り優先AE、マニュアル露光。スポット測光を内蔵している。機能のうちスポット測光はミノルタXEにはない。
  - ライカR3MOT（Leica R3 Mot 、1978年発売） - 専用モーターワインダーが使用できる。標準のマイクロ/スプリット併用スクリーンに加え、全面マットスクリーンモデルも併売された。
  - ライカR3サファリ（Leica R3 Safari 、1978年発売） - 2500台製造された。オリーブ色。
- ライカR4（Leica R4 、1980年発売） - ミノルタXDをベースとしている。以降機械式シャッター機を除きライカR7までマイナーチェンジと言っても良い。プログラムAE、シャッター優先AE、絞り優先AE、マニュアル露光、スポット測光を装備する。機能のうちプログラムAEはミノルタXDにはない。
  - ライカR4 エベレスト登頂記念（1982年発売） - カナダの登山隊がエベレストに登頂したことを記念しトッププレートにその旨のロゴマークをつけ、カナダライツ社長の署名入り証明書を付属し、北米向けに400台が限定生産された[3]。
- ライカR4S（Leica R4S ） - ライカR4の廉価版。平均測光による絞り優先AE、スポット測光による絞り優先AE、スポット測光によるマニュアル露光。
- ライカR5（Leica R5 ） - 中央重点測光による絞り優先AE、スポット測光による絞り優先AE、中央部重点測光によるシャッター優先AE、中央重点測光によるプログラムAE、スポット測光によるマニュアル露光。シャッタースピードは1/2000秒-1/2秒、X（1/100秒）、B。
- ライカR6（Leica R6 、1988年発売） - 機械式シャッターを装備、シャッタースピードは1/1000秒-1秒、B、X（1/100秒）。中央重点測光とスポット測光。
  - ライカR6.2（Leica R6.2 ） - ライカR6のシャッタ−最高速が1/2000秒になった。
- ライカR-E（Leica R-E ） - ライカR5の廉価版。中央重点測光による絞り優先AE、スポット測光による絞り優先AE、スポット測光によるマニュアル露光。
- ライカR7（Leica R7 、1994年発売） - ライカR5のマイナーチェンジ。シャッタースピードはOFF、1/2000秒-4秒、X（1/100秒）、B。
- ライカR8（Leica R8 1996年発売） - 1996年のフォトキナで発表された。完全自社設計。特異なボディーデザインが話題となった。シャッター最高速1/8000秒。デジタルバック「デジタルモジュールR」使用可能。
- ライカR9（Leica R9 、2002年発売） - 2002年のフォトキナで発表されたライカR8の後継機。ボディ背面のみだったフィルムカウンターが上部にも増設された。外装の材質をマグネシウム合金に変え100g軽量化された。デジタルバック「デジタルモジュールR」使用可能。

## ライカSシリーズボディー
レンズに関してはライカSマウントレンズの一覧を参照のこと。
ライカSシリーズは、ライカプロフォーマットサイズ（45×30mm）を採用した中判デジタル一眼レフカメラ。画像のアスペクト比は3：2。レンズマウントはライカ独自のSマウントを採用している。画角は35mm判換算の焦点距離約0.8倍に相当。
- ライカS2 - フォトキナ2008で発表。ライカSシステムの初号機。35mm判比160%の面積となるコダック製の45×30mm、有効3,750万画素CCDを搭載する。アスペクト比は3：2。画素ピッチは6μm。シャープな画像を得るため、ローパスフィルターは非搭載。モアレは、デジタル信号処理により検出して抑制する。感度はISO80～1250。記録はDNG（約75MB）またはJPEG。画像処理エンジンは富士通マイクロエレクトロニクスと共同開発した「MAESTRO」を搭載する。MAESTROの高速処理を利用することで、1.5コマ/秒の連写が可能になった。なお、バッファメモリーは1GBで、DNG使用時に8コマ以上連写可能。 撮影モードは、プログラムAE、シャッター速度優先AE、絞り優先AE。AFポイントは、画面中央のクロスセンサーで行なう。測光は、5分割マルチ、中央重点、スポット（画面内の3.5%）の3種類。 ファインダーは、ハイアイポイントのペンタプリズム式。倍率は0.86倍、視野率は約96%。フォーカシングスクリーンは交換式で、十字線付きのマットタイプが付属する。 ボディ内にメタル製フォーカルプレーンシャッターを装備する。シャッター速度は32～1/4,000秒、バルブ～120秒。最高シンクロ速度は1/125秒。また、レンズ側のリーフシャッターも使用可能で、その場合のシャッター速度は32～1/500秒となる。レンズシャッターは全速で同調する。 液晶モニターは約46万ドットの3型TFT。なおS2-Pは耐摩耗性、耐傷性に優れるというサファイヤガラスを液晶モニターに採用した。 付属ソフト「Image Shuttle」を使用することで、S2のほぼすべての機能をPCから操作できる。その際、撮影画像をPCのHDDに転送することも可能。USBポートとリモートコントロールポートにはバヨネット式ロックを装備した。 記録メディアはCFまたはSDHC/SDメモリーカード。デュアルスロットを採用することでDNGデータをCFに、JPEGデータをSDHC/SDメモリーカードに記録することができる。 電源はリチウムイオン充電池。HDMI端子も搭載する。 本体サイズは160×80×120mm。本体のみの重量は1,410g。現像ソフトとしてアドビの「Photoshop Lightroom」をダウンロードできる。

- ライカS (Type006) - フォトキナ2012で発表。ライカS2と同様、有効3,750万画素CCDセンサーを採用。
- ライカS (Type007) - フォトキナ2014で発表。ライカSシリーズで初めてCMOSセンサーを採用し、ライブビューと4K動画撮影に対応した。感度設定範囲はISO100〜ISO12500。日本国内は2015.10発売
- ライカS-E (Type006) - フォトキナ2014で発表。ライカS-Eは、同じタイプナンバーを持つ2012年発表の「ライカS」（Typ 006）の仕様を継承。いわば旧機種を小改良とお色直しをしたマイナーチェンジ版とも言える。トップカバーをアンスラサイトグレーに、シャッターダイヤルをシルバークロームに変更している。撮像素子は有効3,750万画素のCCDセンサー（45×30mm）。日本国内は2014.10.24発売
- ライカS3 - フォトキナ2018で発表。ライカS3では、新たに開発した6,400万画素の撮像素子を搭載。

## 関連記事
- ライカ
  - ライカのカメラ製品一覧
    - ライカのレンジファインダーカメラ製品一覧
    - ライカマウントレンズの一覧#ライカカメラAG
    - ライカRマウントレンズの一覧#ライカカメラAG/エルンスト・ライツ
    - ライカのコンパクトカメラ製品一覧